# Ria d'Ortigueira

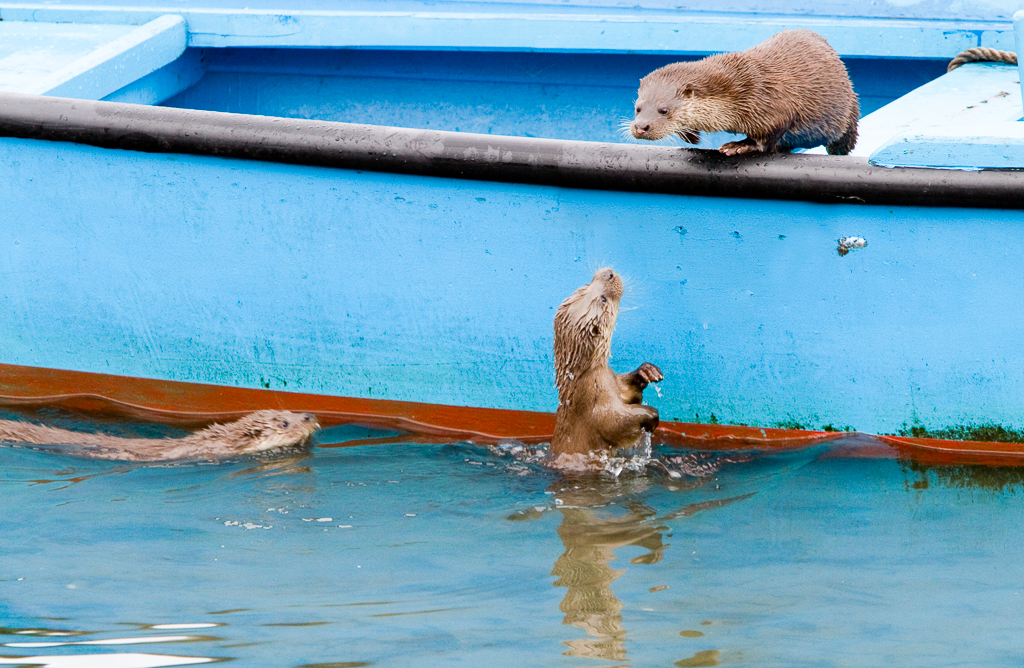
Llúdries al port d'Ortigueira

La ria d'Ortigueira, també coneguda com a ria de Ortigueira i Ladrido, és una ria de la província de La Corunya, a Galícia. Forma part de les Rías Altas i es troba entre la ria de Cedeira i la ria d'O Barqueiro. Es troba a la desembocadura del riu Mera, a la costa del mar Cantàbric.
Coneguda també com a ria de Santa Marta de Ortigueira o, més comunament, com ria d'Ortigueira, és un importantíssim lloc de pas i hivernada d'aus aquàtiques que es troba inscrita en el Conveni de Ramsar, a l'Inventari de zones humides de Galícia i en el Registre general d'espais naturals de Galícia
És considerada ZEPA (Zona d'especial protecció per a les aus) i ZEC (Zones especial de conservació).

## Geografia
Es troba encaixonada entre la serra de Capelada per l'oest i la serra de Coriscada per l'est. Les dues discorren gairebé paral·leles en direcció nord-est i culminen al mar Cantàbrica, en els caps Ortegal i Estaca de Bares respectivament. La ria d'Ortigueira ocupa un vast i serpentejant estuari creat pel riu Mera. En el seu marge oriental es troba el riu Baleo, el qual al seu torn forma la petita ria de Lladruc, la qual pren el seu nom del llogaret situat als peus de la seva desembocadura. Les seves aigües banyen als municipis d'Ortigueira i Afecte.
Té uns 10 km de longitud, una amplada màxima de 3 km i el seu calat és tan reduït que es buida gairebé del tot durant la baixamar, deixant exposada una amplíssima plana intermareal en la qual predominen els llims i fangs en els seus trams alt i mig i els fons sorrencs en el seu tram final, en els voltants de la platja de Morouzos.

## Climatologia
El clima de la ria d'Ortigueira és oceànic, amb temperatures suaus a l'estiu i hivern i pluges molt abundants, normalment superiors als 1000 mm de precipitació mitjana anual. La humitat relativa és alta durant tot l'any i la temperatura mitjana anual ronda els 13º.
Durant els mesos que van de juny a octubre predominen els vents de direcció nord-est. Són vents càlids que arriben des del mar carregats d'humitat i que es refreden en ascendir les serres costaneres. Es tracta de l'efecte Föhn: el ràpid refredament condensa el vapor d'aigua i es genera un mantell ennuvolat d'estancament (Núvol orogràfic) a baixa altitud, molt típic dels estius de tota la costa nord gallega, que deixa temperatures molt suaus i freqüents encara que febles precipitacions al marge de sobrevent de les serres.

## Flora
Com a la resta de litoral de Galícia, el bosc autòcton ha desaparegut pràcticament de les seves riberes causa de el monocultiu d'eucaliptus, tot i que encara sobreviuen petits pedaços on proliferen els salzes, bedolls, castanyers, roures, etc. Al sotabosc abunden les esbarzers (Rubus lusitanicus) i diverses espècies de falgueres amb preponderància de la falguera aquilina (Pteridum aquilinum), mentre que en el matoll les espècies predominants són els tojos (Ulex europaeus) i la ginesta negra (Cytisus scoparius) Al llarg de les ribes i en els illots que no queden coberts per la marea creixen jonqueres (Scirpus holoschoenus i Juncus acutus principalment) ia principis de la primavera, a les zones ombrívoles i embassades, floreixen milers d'exemplars de lliri groc (Iris pseudacorus).
En la plana intermareal podem trobar praderies de Zostera marina i multitud d'espècies d'algues, com ara: molsa d'Irlanda, Gelidium sesquipedale, laminaria i Codium tomentosum. Finalment, els topònims Ortigueira i Ortegal (d'origen llatí) fan referència a l'abundància de ortigues, que de fet continuen sent molt abundants i utilitzades tradicionalment en aquesta zona per les seves virtuts terapèutiques i gastronòmiques.

## Fauna

### Mamífers
Llúdriga, cabirol, senglar, teixó, guineu, marta, mostela, esquirol vermell, ratpenat orellut daurat, rata d'aigua, etc.

### Amfibis i rèptils
Reineta arbòria, granota roja, tritó ibèric, salamandra lusitànica, salamandra comuna, escurçó de Seoane i llangardaix verd-i-negre. També hi ha la sargantana serrana, un rèptil l'hàbitat típic són les serres i serralades de mitjana i alta muntanya, entre els 600 i els 2000 msnm ; però que a l'entorn d'aquesta ria habita a les zones costaneres a nivell de la mar.

### Aus
És un dels aiguamolls més importants de Galícia i constitueix un santuari per a un gran nombre d'espècies d'anàtids, limícoles i garses que passen l'hivern al seu abric. Moltes altres espècies fan escala a les seves riberes durant els seus trànsits migratoris de primavera i tardor.
A continuació, una relació de les espècies presents al llarg de l'any:
| pardal de bardissa | raspinell comú       | Ànec collverd       | gaig             | Astor comú        | trist           |
| Pinsà borroner     | Mallerenga carbonera | mallerenga petita   | cargolet         | cotxa fumada      | cornella        |
| corb               | tallarol capnegre    | tallarol de casquet | sit              | gratapalles       | esparver comú   |
| gavià argentat     | Pardal               | falcó pelegrí       | mallerenga blava | cadernera         | Cuereta blanca  |
| òliba              | blauet               | merla d'aigua       | merla            | mite              | Ànec negre comú |
| tudó               | passerell            | Perdiu              | pit-roig         | picot garser gros | pinsà           |
| Picot verd comú    | Polla d'aigua comuna | aligot comú         | bruel            | bitxac comú       | tórtora turca   |
| garsa              | Verderol             |                     |                  |                   |                 |

| becadell comú            | Tètol cuanegre   | Tètol cuabarrat       | Alosa vulgar      | ànec griset              | ànec cuallarg        |
| Ànec xiulador eurasiàtic | Xivitona comuna  | Gamba verda           | Gamba roja comuna | Gamba roja pintada       | fredeluga europea    |
| Grasset de muntanya      | Grasset de costa | xatrac àrtic          | xatrac comú       | xatrac becllarg          | Corriol anellat gros |
| Pigre gris               | Corb marí gros   | corb marí emplomallat | Territ variant    | territ gros              | territ fosc          |
| territ de tres dits      | Platalea         | estornell negre       | estornell vulgar  | martinet blanc           | agró blanc           |
| bernat pescaire          | gabió            | Gavina vulgar         | Gavià fosc        | Garsa de mar eurasiàtica | Ànec cullerot comú   |
| Remena-rocs comú         | Cabusset comú    | cabussó collnegre     | cabussó orellut   | Becut eurasiàtic         | polit cantaire       |

| Capsot d'esquena roja | Enganyapastors europeu | oreneta comuna | falciot negre |

| Àguila peixatera | gavot              | Mascarell atlàntic | xoriguer comú       | corriol camanegre | corriol pit-roig |
| Daurada grossa   | Calàbria grossa    | còlit gris         | cucut comú          | verderola         | Sit blanc        |
| Gavinot polar    | Bec de serra petit | bec de serra mitjà | Tórtora eurasiàtica |                   |                  |